# غرفة عمليات مارع
غرفة عمليات مارع هي غرفة عمليات مشتركة مكونة من جماعات معارضة سورية مسلحة تنشط حول بلدة مارع في منطقة أعزاز، محافظة حلب. دخلت الجماعات في نزاع مع وحدات حماية الشعب، وجيش الثوار، وقوات سوريا الديمقراطية منذ أواخر نوفمبر 2015. وتم التوصل إلى هدنة بين الجانبين في مطلع ديسمبر.